# عبد الرحمن حميدة
عبد الرحمن حميدة (1919-2010 م) هو أستاذ جامعي وجغرافي من مواليد مدينة حلب السورية، له العديد من المؤلفات في علم الجغرافيا مثل كتاب «أعلام الجغرافيين العرب ومقتطفات من آثارهم»، كما قام بتعريب كتب عديدة منها: «الجولان، دراسة في الجغرافية الإقليمية» من تأليف د. أديب باغ.

## حياته
حصل على شهادة الدكتوراه في الجغرافيا من جامعة السوربون الفرنسية في باريس، وعمل كأستاذ جغرافيا في جامعات دمشق، وحلب بسوريا، و جامعة بنغازي بليبيا، و جامعة الإمام محمد بن سعود الإسلامية في الرياض بالمملكة العربية السعودية. وترأس قسم الجغرافيا في جامعة دمشق لعدة سنوات. كان عضواً في اتحاد الكتاب العرب وجمعية الدراسات والبحوث السورية و الجمعية الجغرافية السورية. شارك في العديد من المؤتمرات والندوات داخل وخارج سوريا. كتب مقالات عديدة في المجلات العربية الجغرافية والعامة. توفي في 6 أيار 2010م ودُفن في مقبرة حديقة ويستمينستر التذكارية في مقاطعة اورينج في جنوب كاليفورنيا، الولايات المتحدة الأميريكية حيث أقام قرب ابنته بعد التقاعد.

## حياته الخاصة
تزوج في حلب ولديه له ابناً وثلاث بنات.[بحاجة لمصدر]

## مؤلفاته
- 1- أعلام الجغرافيين العرب ومقتطفات من آثارهم.
- 2- جغرافية سوريا البشرية.
- 3- جغرافية أوروبا الشرقية.
- 4- جغرافية آسيا.
- 5- جغرافية أوروبا الغربية.
- 6- جغرافية الوطن العربي.
- 7- جغرافية الدول الكبرى.
- 8- علم المناخ.
- 9- محافظة حلب.
- 10- منطقة حلب: دراسة لجغرافية ريفية باللغة الفرنسية.
- 11- مدينة حلب: دراسة لجغرافية حضرية باللغة الفرنسية.
- 12- دراسات في جغرافية الدول الكبرى بالاشتراك مع د. محمود رمزي.
- 13- الأطلس الاقتصادي للعالم الإسلامي.
- 14- الأطلس التاريخي للعالم الإسلامي بالاشتراك مع محمود عصام الميداني.
- 15- المملكة المغربية: دراسة في الجغرافيا البشرية.
- 16- الجمهورية التونسية: دراسة في الجغرافية الإقليمية.
- 17- الجغرافيا البريدية العربية والدولية بالاشتراك مع محمد أحمد المطراوي.
- 18- أطلس العالم للخرائط الصماء.
- 19- دليل العالم 1992 معلومات عامة، أرقام، تواريخ، وقائع بالاشتراك مع د. ساطع محلي.
- 20- التراث الجغرافي.
- 21- الوجيز في المناخ التطبيقي بالاشتراك مع د. علي حسن موسى.
- 22- النمو السكاني والإنتاج الغذائي في العالم الإسلامي.
- 23- السكان والغذاء في الوطن العربي.
- 24- علم التربة: البيدولوجيا.

## كتب قام بتعريبها
- 1- تطور الفكر الجغرافي تأليف: رينيه كلوزييه.
- 2- الجغرافية التاريخية للعالم الإسلامي خلال القرون الأربعة الأولى تأليف: موريس لومبارد.
- 3- مبادئ الجيومورفولوجيا (أشكال التضريس الأرضي) تأليف: ماكس ديروو.
- 4- المعارك البحرية الكبرى في التاريخ تأليف: روبير شوسوا.
- 5- الوجيز في الجيولوجيا تأليف: ليون موريه.
- 6- وصف أفريقيا تأليف: الحسن بن الوزان (ليون الإفريقي).
- 7- الجولان، دراسة في الجغرافية الإقليمية تأليف: د. أديب باغ.
- 8- الجغرافيون والرحالة المسلمون تأليف: ل. م. ف. مينورسكي.
- 9- دراسة المصورات الجيولوجية لخرائط الزبداني - بيروت تأليف: لويس دوبرتريه.
- 10- مدينة الرقة وأبعادها الاجتماعية, أبحاث صونيا فرّا عن نمو مدينة متوسطة في سوريا اليوم تأليف: لوك ويلي دوهوفل.
- 11- العالم الثالث أو جغرافية التخلف تأليف: إيف لاكوست.
- 12- بنية ومورفولوجية الشرق الأدنى تأليف: إتيان دوفوموس.
- 13- الصخور الرسوبية تأليف: شارل بومبرول.

## مقالاته
- 1- مقالة سوريا في الموسوعة البريطانية 1974م.
- 2- مقالة دمشق في الموسوعة البريطانية 1974م.
- 3- مقالة إدلب في دائرة المعارف اللبنانية 1975م.
- 4- مقالة مشكلة السكان في مجلة الثقافة - مدحة عكاش  ديسمبر - 1962م.
- 5- مقالة كمال شخصيتك في حرفين .. استخر الله، وقل: " لا " حيث وجب أن تقال في مجلة العربي سبتمبر - 1968م.
- 6- مقالة قناة السويس في مائة عام في مجلة المعرفة أبريل - 1969م.
- 7- مقالة جغرافية الجهل في مجلة المعرفة سبتمبر - 1969م.
- 8- مقالة أبو الفداء في مجلة المعرفة ديسمبر - 1974م.
- 9- مقالة حلب.. المدينة التي لم تقهر ( مدينة وتاريخ) في مجلة الفيصل فبراير - 1978م.
- 10- مقالة وصف إفريقيا - رحلة في كتاب - تأليف: الحسن الوزان أو ليون الأفريقي في مجلة الفيصل فبراير - 1979م.
- 11- مقالة سانبوف .. الناقد اللاذع في مجلة الفيصل مايو - 1979م.
- 12- مقالة قائمة مصطلحات في علم أشكال الأرض "جيومورفولوجيا" في مجلة اللسان العربي يونيو - 1987م.
- 13- مقالة وجها لوجه في مجلة العربي أغسطس - 1989م.
- 14- مقالة طريق الحرير بين ابن بطوطة وماركو بولو في مجلة دراسات تاريخية ديسمبر - 1991م.

## روابط خارجية
- صفحته في تراجم أعضاء اتحاد الكتاب العرب في سورية والوطن العربي - الطبعة الرابعة 2000
- صفحته في موقع WorldCat
- مقالاته في موقع WorldCat
- مؤلفاته في مكتبة كلية الآداب والعلوم الإنسانية بالرباط
- مؤلفاته في مكتبات جامعة المجمعة السعودية
- مؤلفاته في موقع اتحاد مكتبات الجامعات المصرية
- https://archive.alsharekh.org/AuthorArticles/7473